# Guzmán el Bueno (stanice metra v Madridu)
Guzmán el Bueno (plným názvem španělsky Estación de Guzmán el Bueno) je stanice metra v Madridu. Stanice má výstup do ulic Avenida Reina Victoria a Guzmán el Bueno v severozápadní části města, na rozhraní čtvrtí Moncloa – Aravaca a Chamberí. Na stanici se kříží okružní linka 6 a linka 7. Stanice se nachází v tarifní zóně A a je bezbariérově přístupná.
Stanice je pojmenována po leónském vojevůdci a šlechtici z 13. století Guzmánovi Dobrém (známém jako Guzmán el Bueno či Alfonso Pérez de Guzmán). Tento fakt je připomenut výzdobou stanice – obklady symbolicky zobrazující věže a meče.

## Historie
Stanice byla otevřena 13. ledna 1987 při prodloužení linky 6 ze stanice Cuatro Caminos do stanice Ciudad Universitaria, původně ke stanici náležely dva vestibuly a tři vstupy. V době svého otevření patřila s hloubkou kolem 40 m k nejhlubším stanicím v síti. Západní vestibul byl v roce 1997 uzavřen kvůli pokračujícím pracím na výstavbě stanice linky 7 a propojovacích chodeb. Přestupní stanice byla otevřena zároveň se západním vestibulem 12. února 1999 v rámci prodloužení linky ze stanice Canal do stanice Valdezarza. Rovněž byl otevřen nový vstup z ulice Avenida Reina Victoria a díky instalaci výtahu se stanice stala bezbariérovou.

## Provoz

Schéma výstupů ze stanice a zastávek autobusové dopravy

Východní vestibul je otevřen pouze od 6.00 do 21.40.

## Fotogalerie

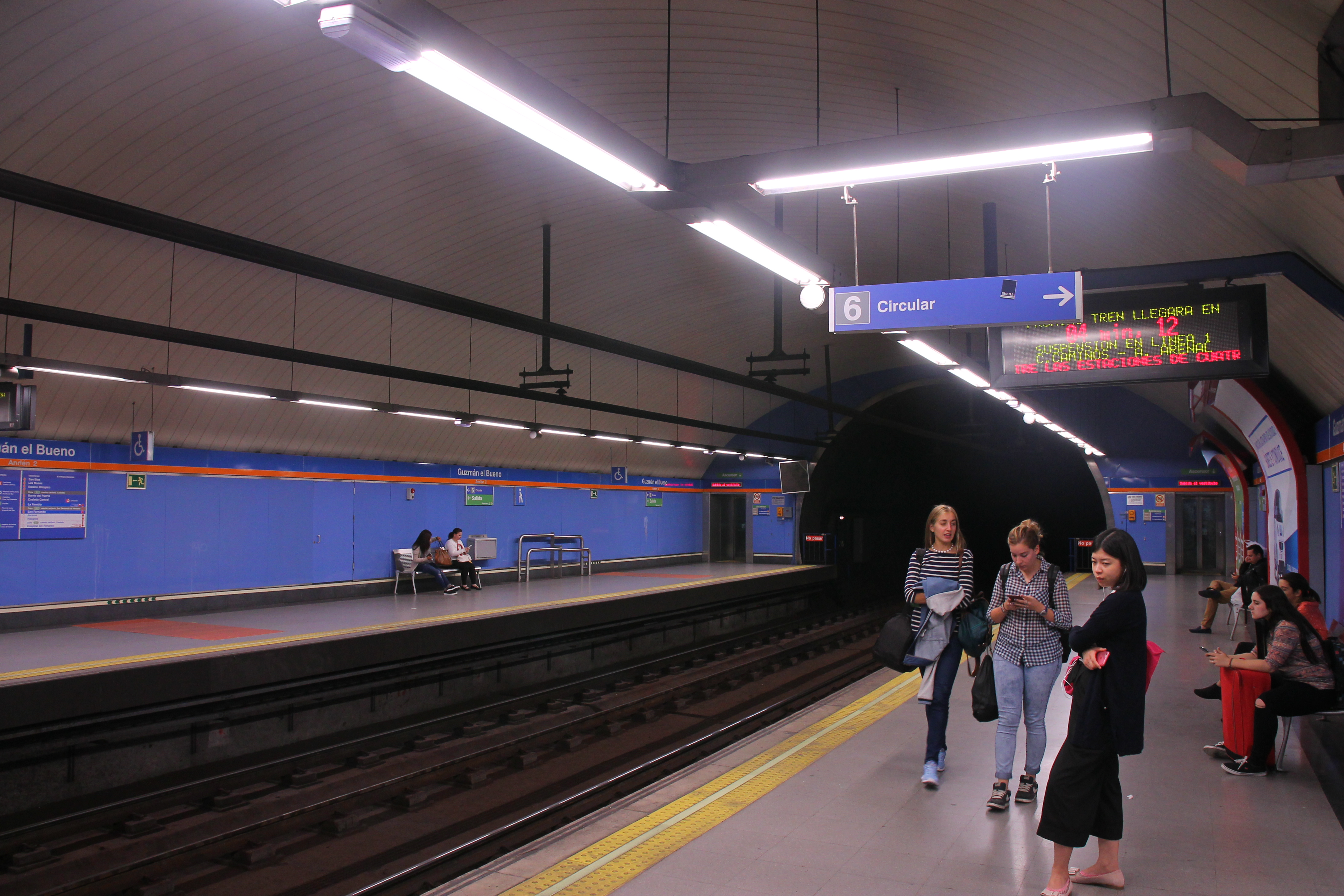
Nástupiště linky 7
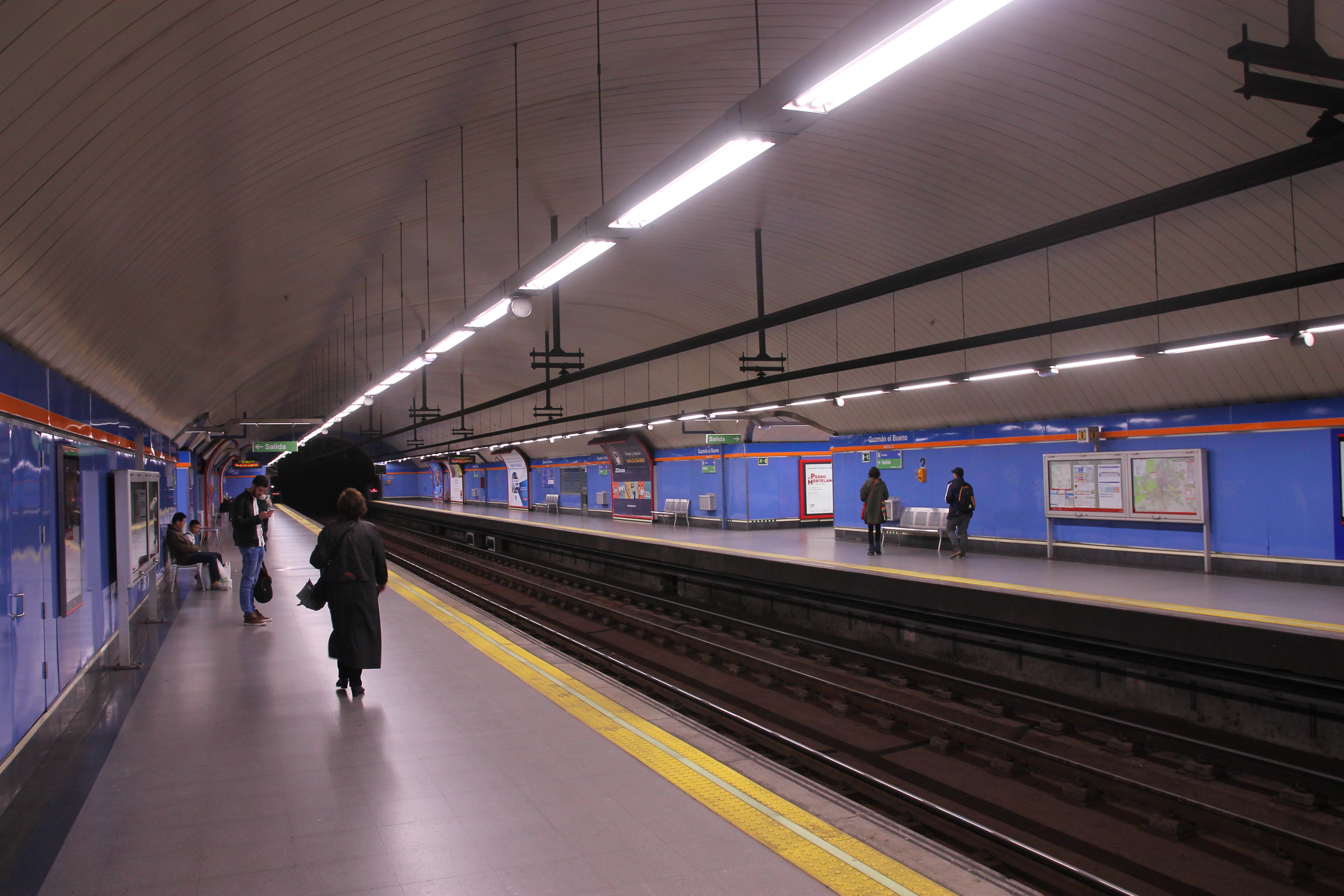
Nástupiště linky 7
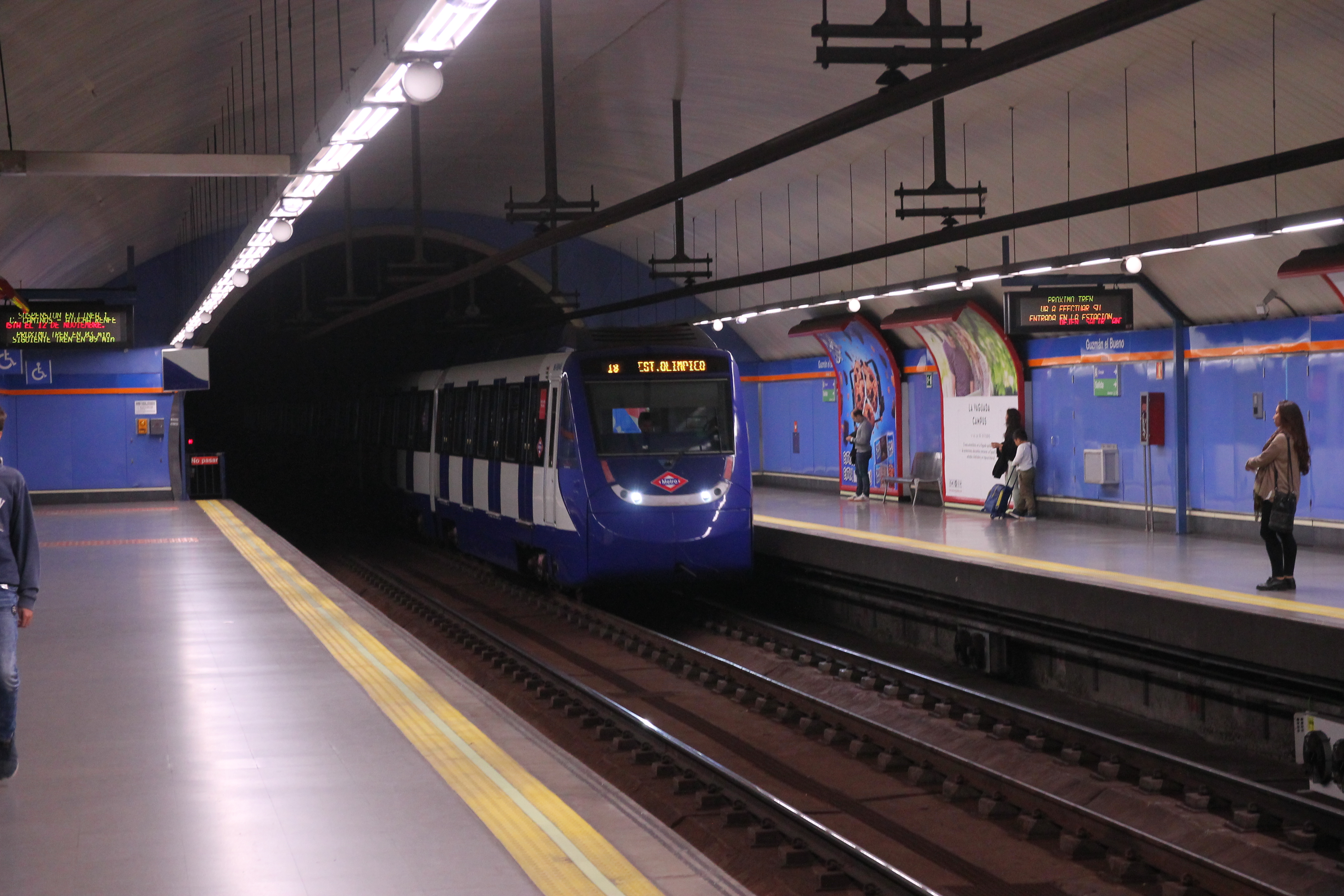
Nástupiště linky 7 s vlakem řady 9000
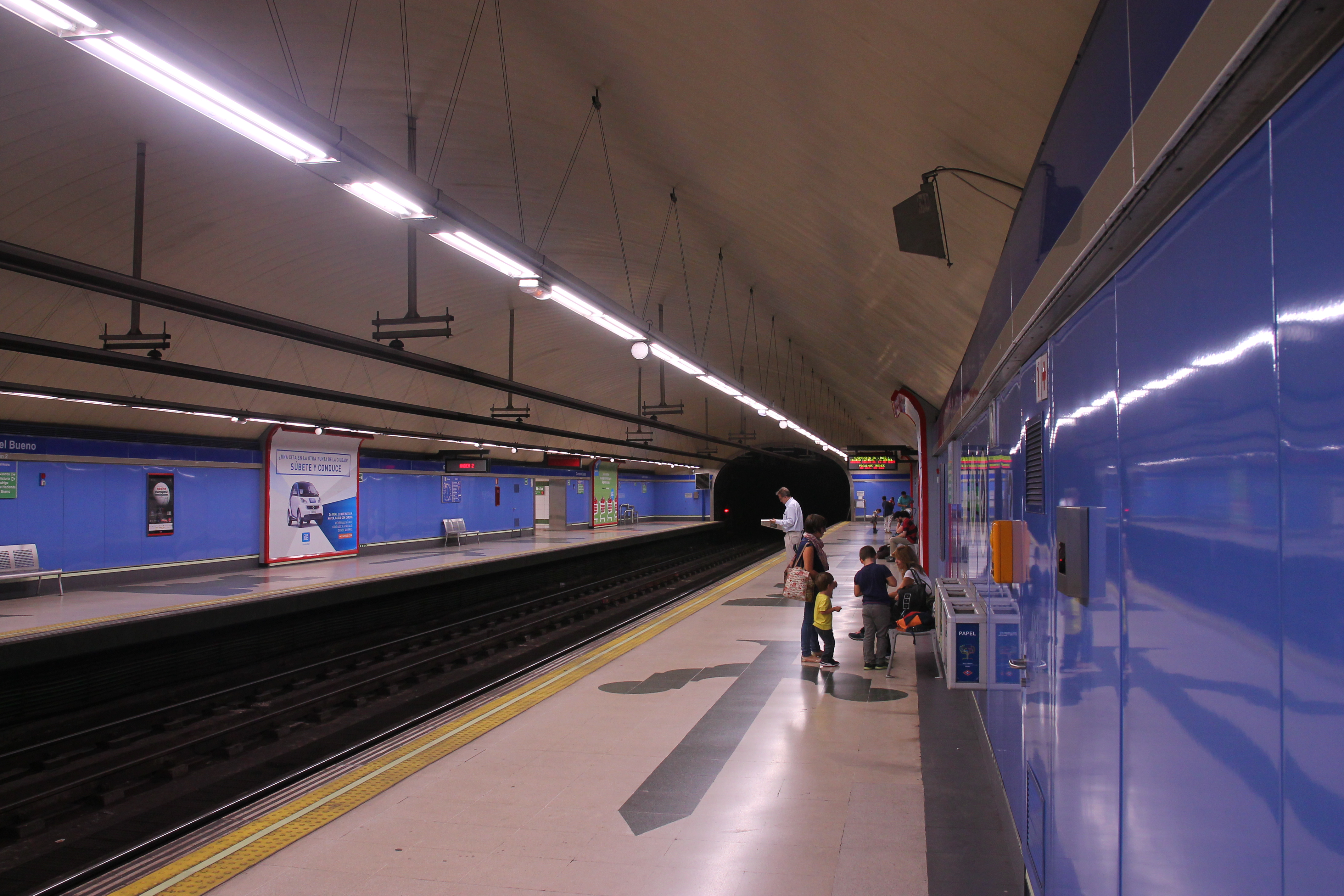
Nástupiště linky 6
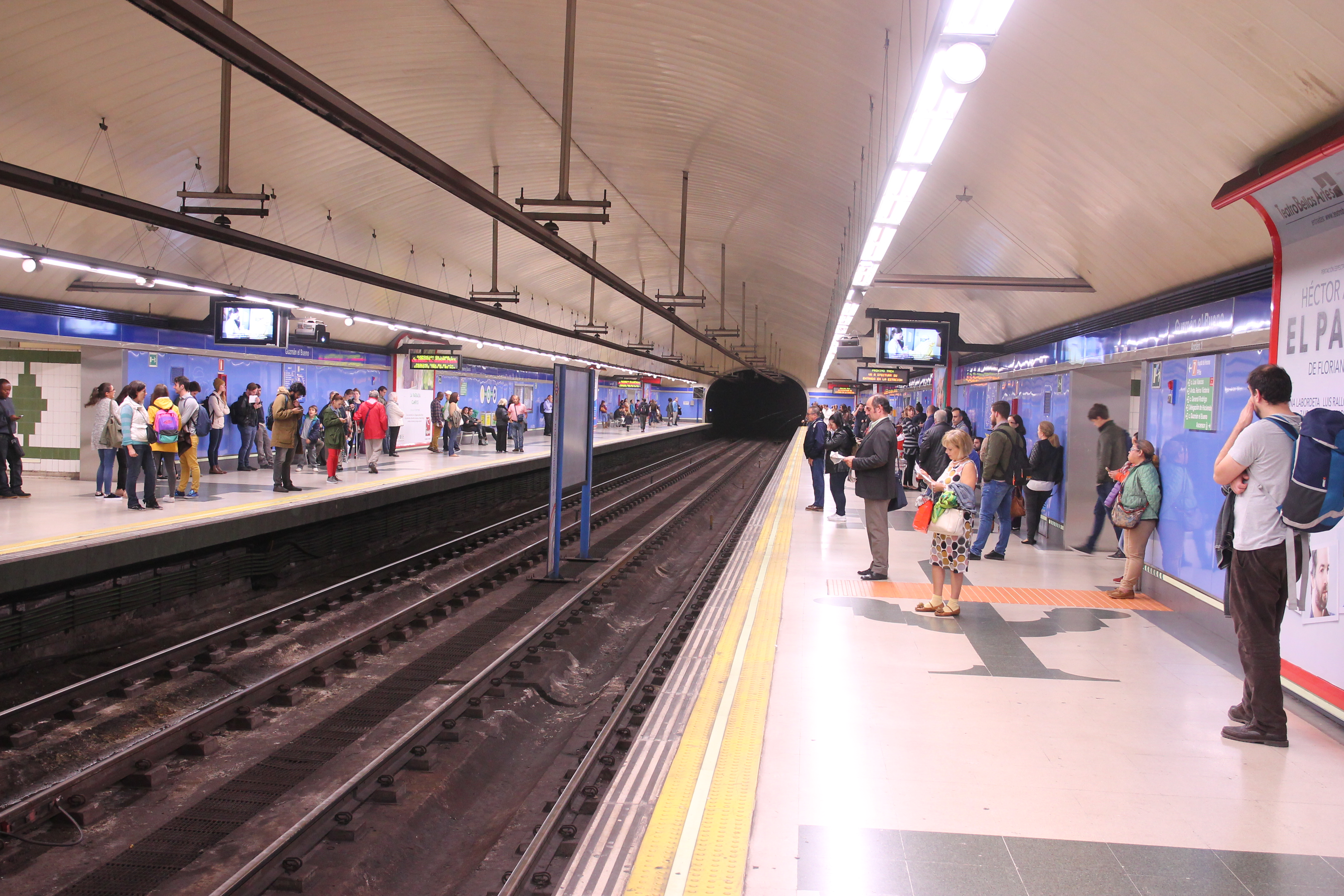
Nástupiště linky 6
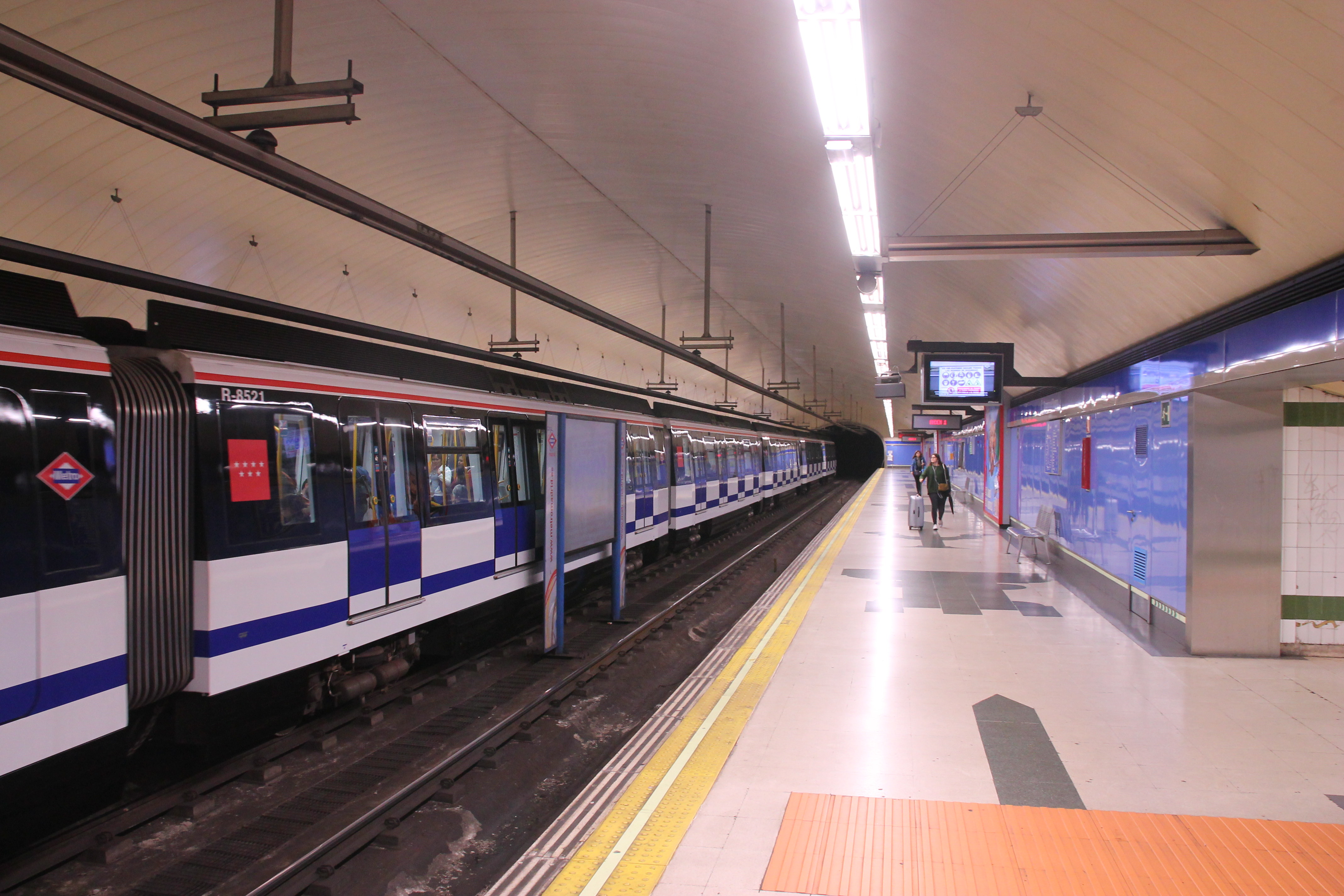
Nástupiště linky 6
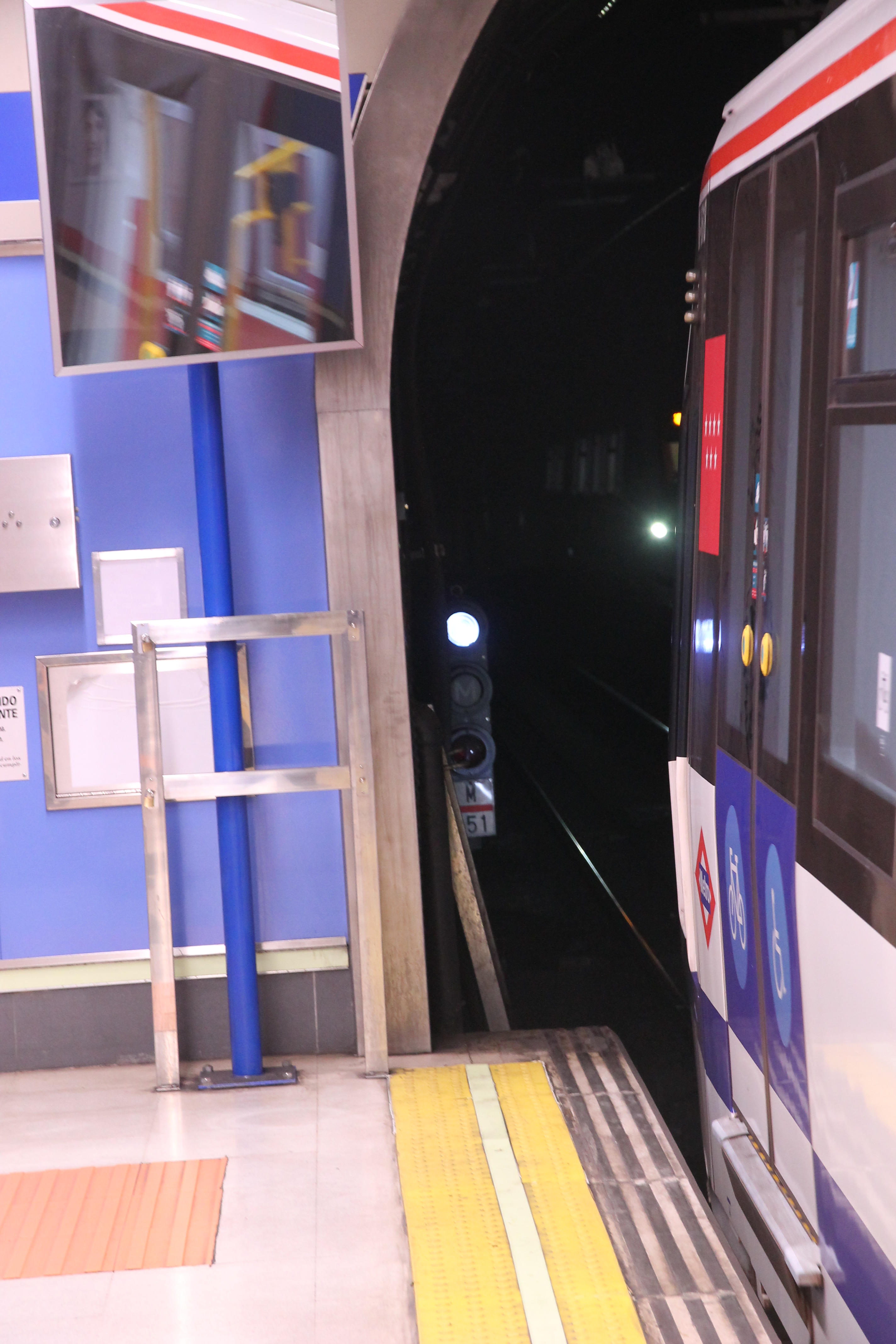
Návěstidlo na lince 6
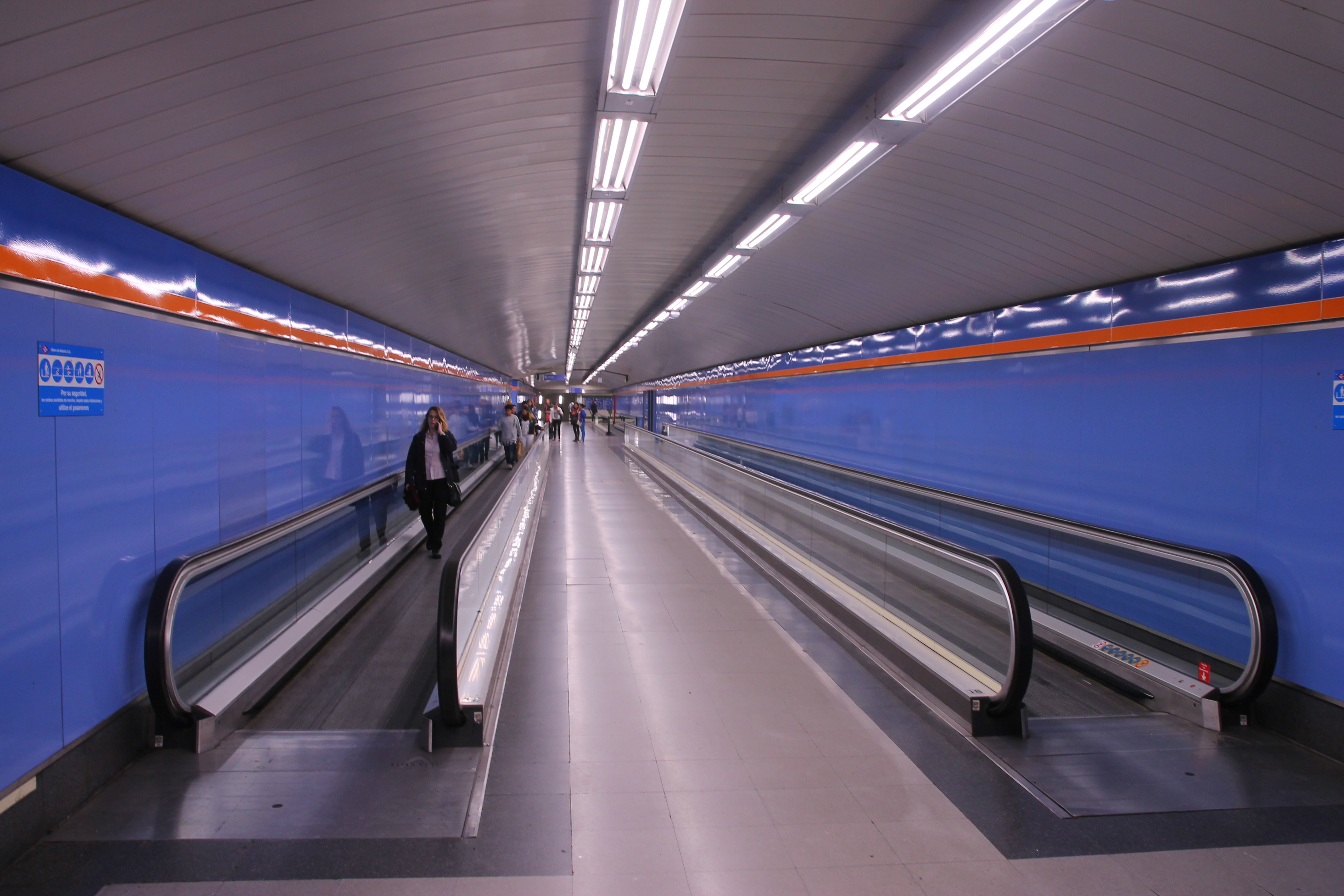
Spojovací chodba mezi nástupišti
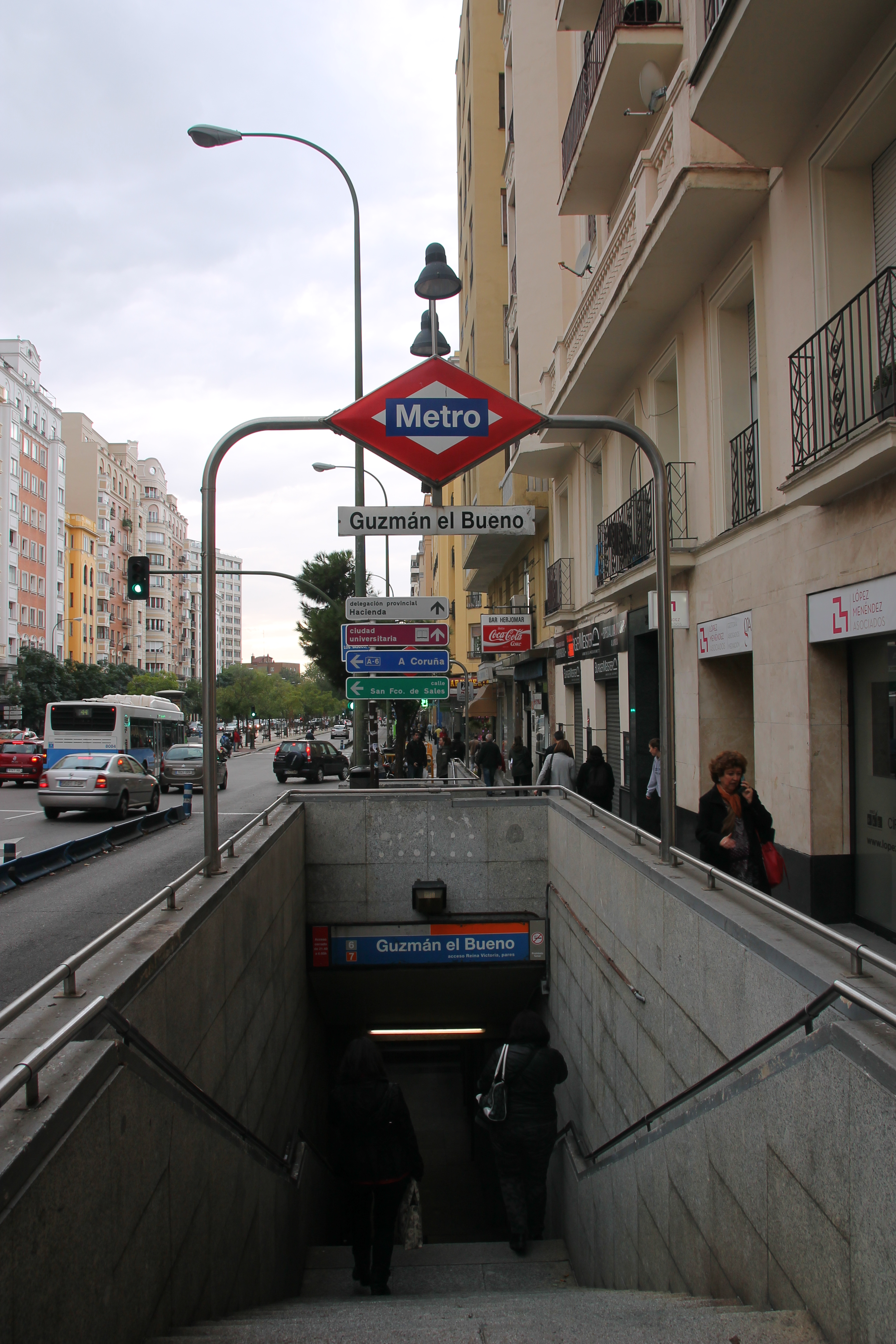
Východní vstup do stanice
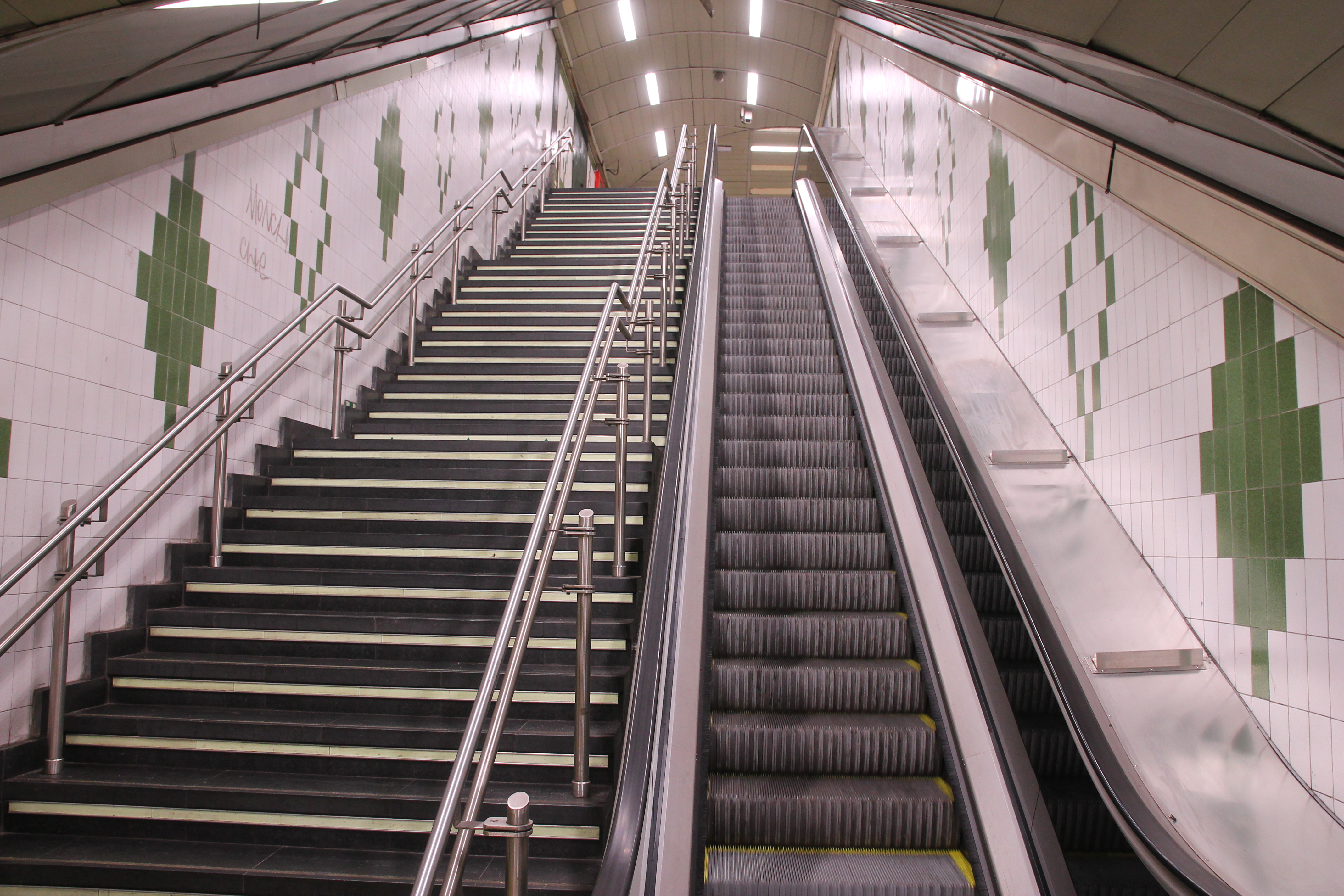
Eskalátory
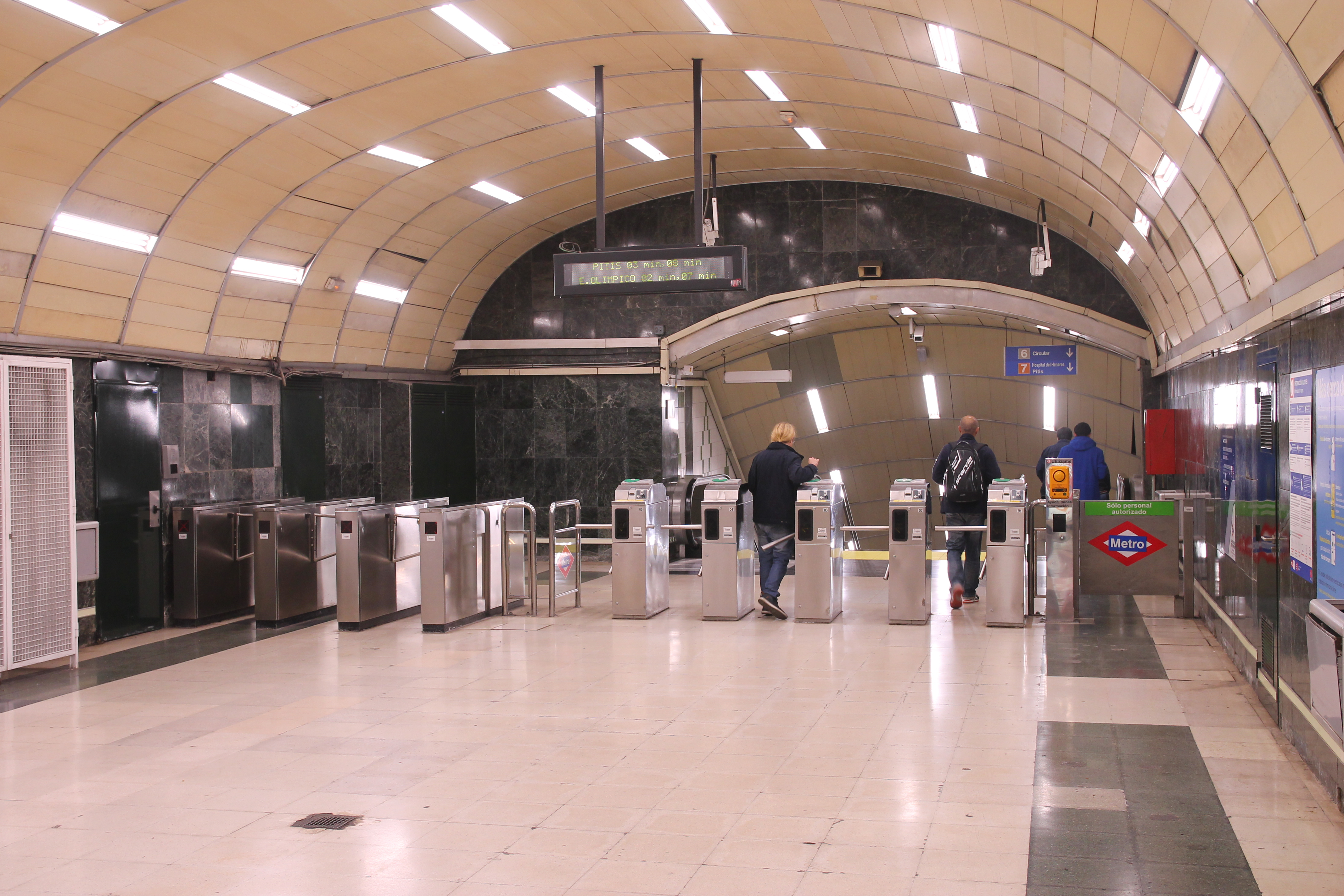
Turnikety ve východním vestibulu
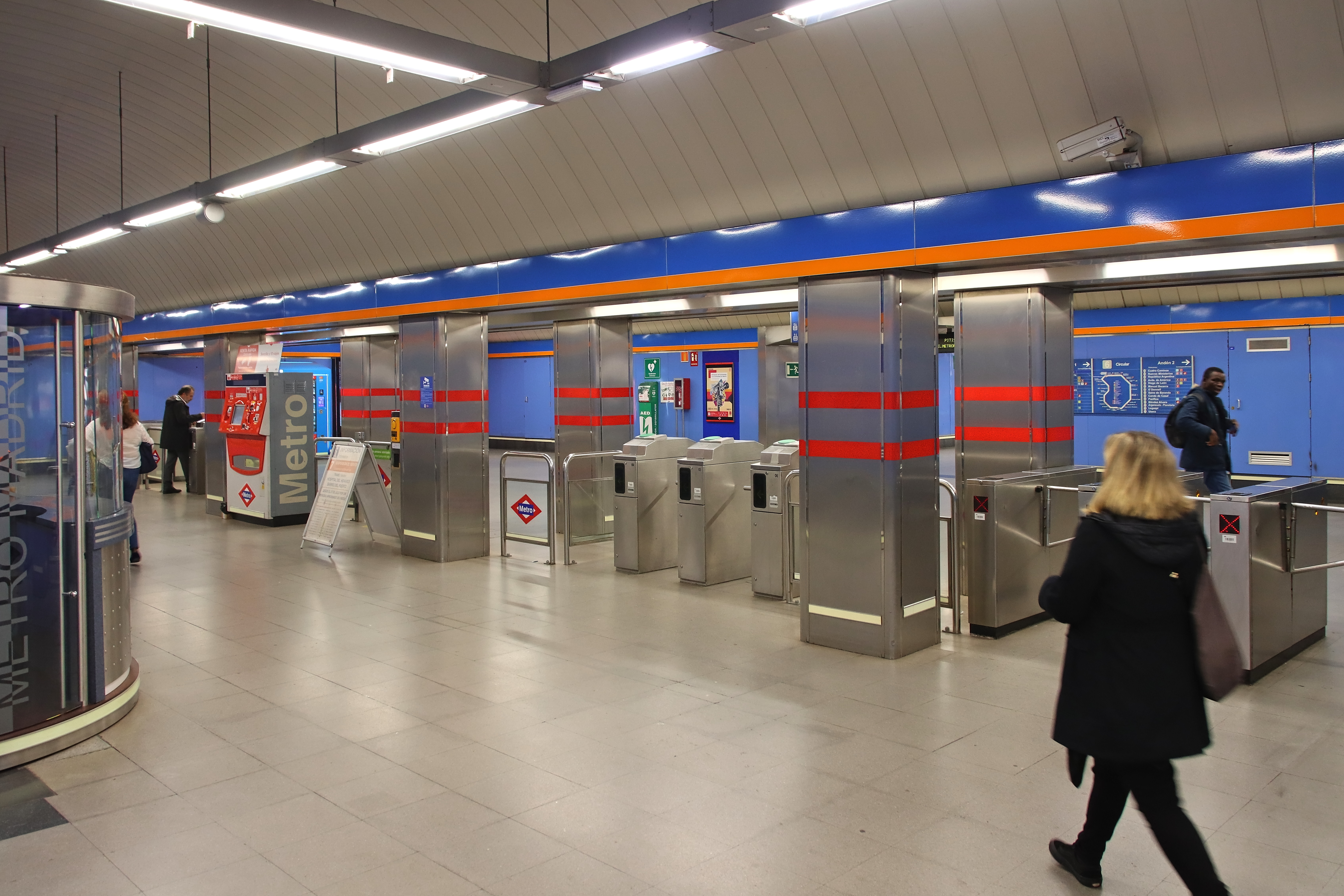
Turnikety v západním vestibulu
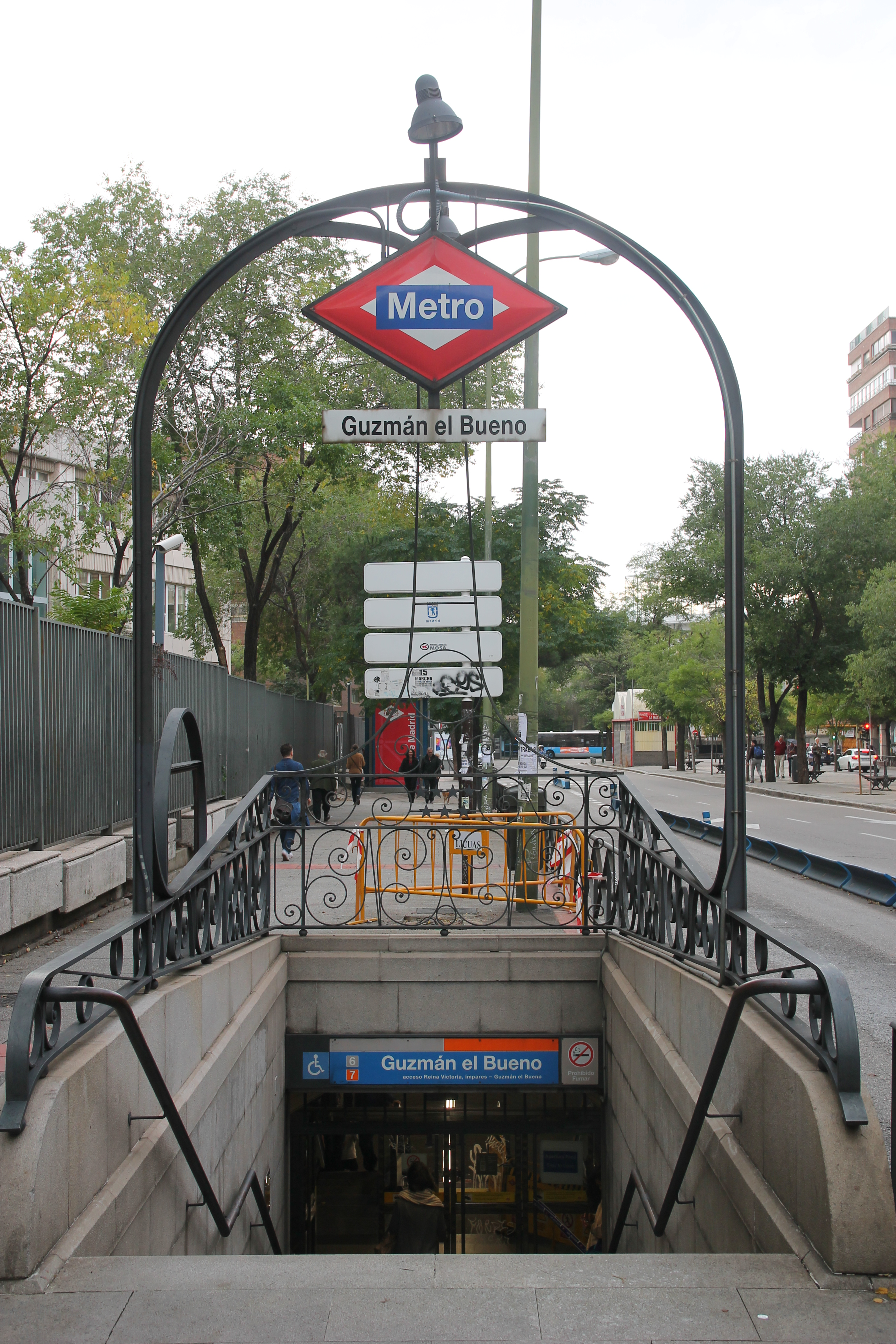
Západní vstup do stanice
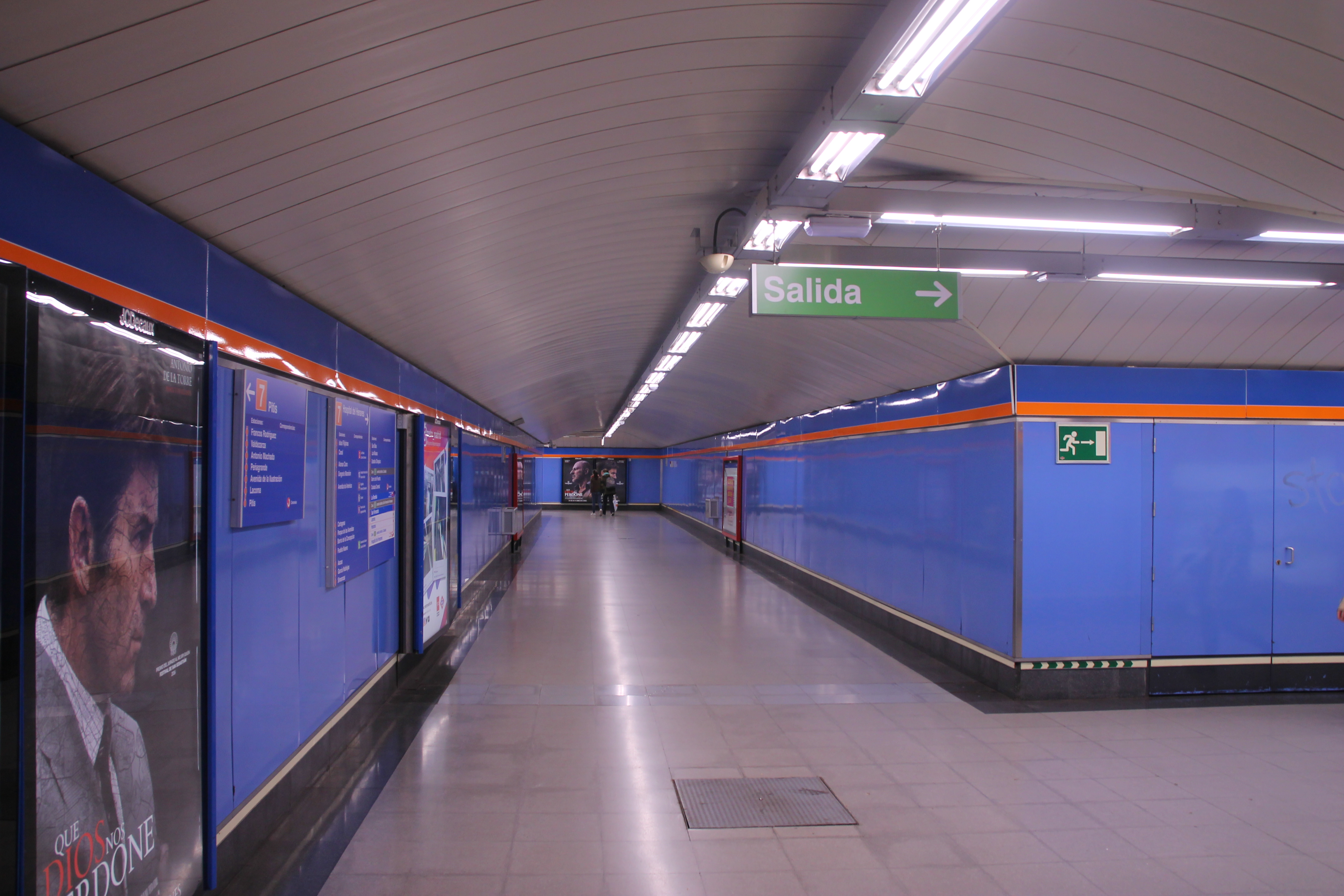
Přístupová chodba ze západního vestibulu na nástupiště linky 7
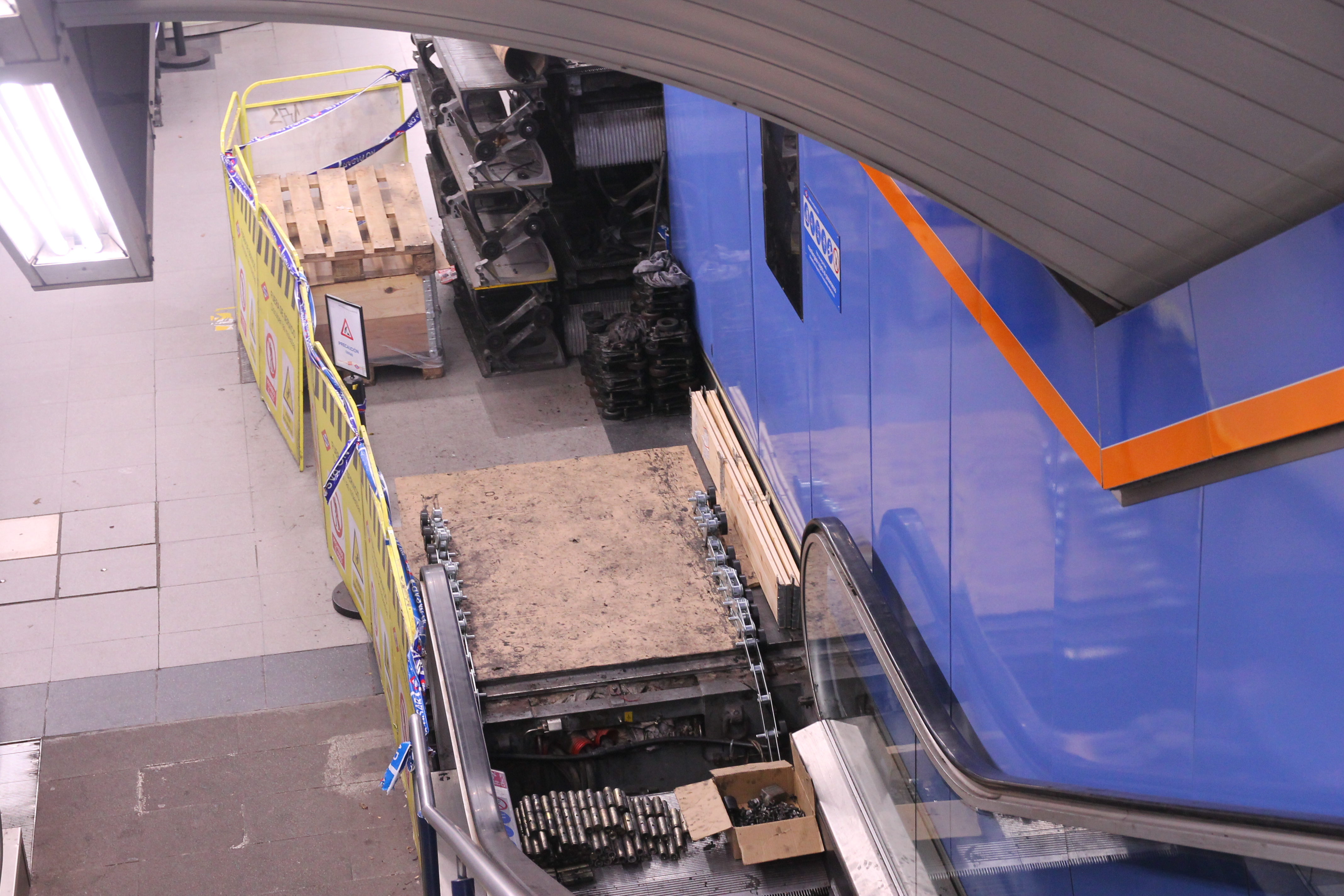
Rekonstrukce eskalátoru v západním vestibulu
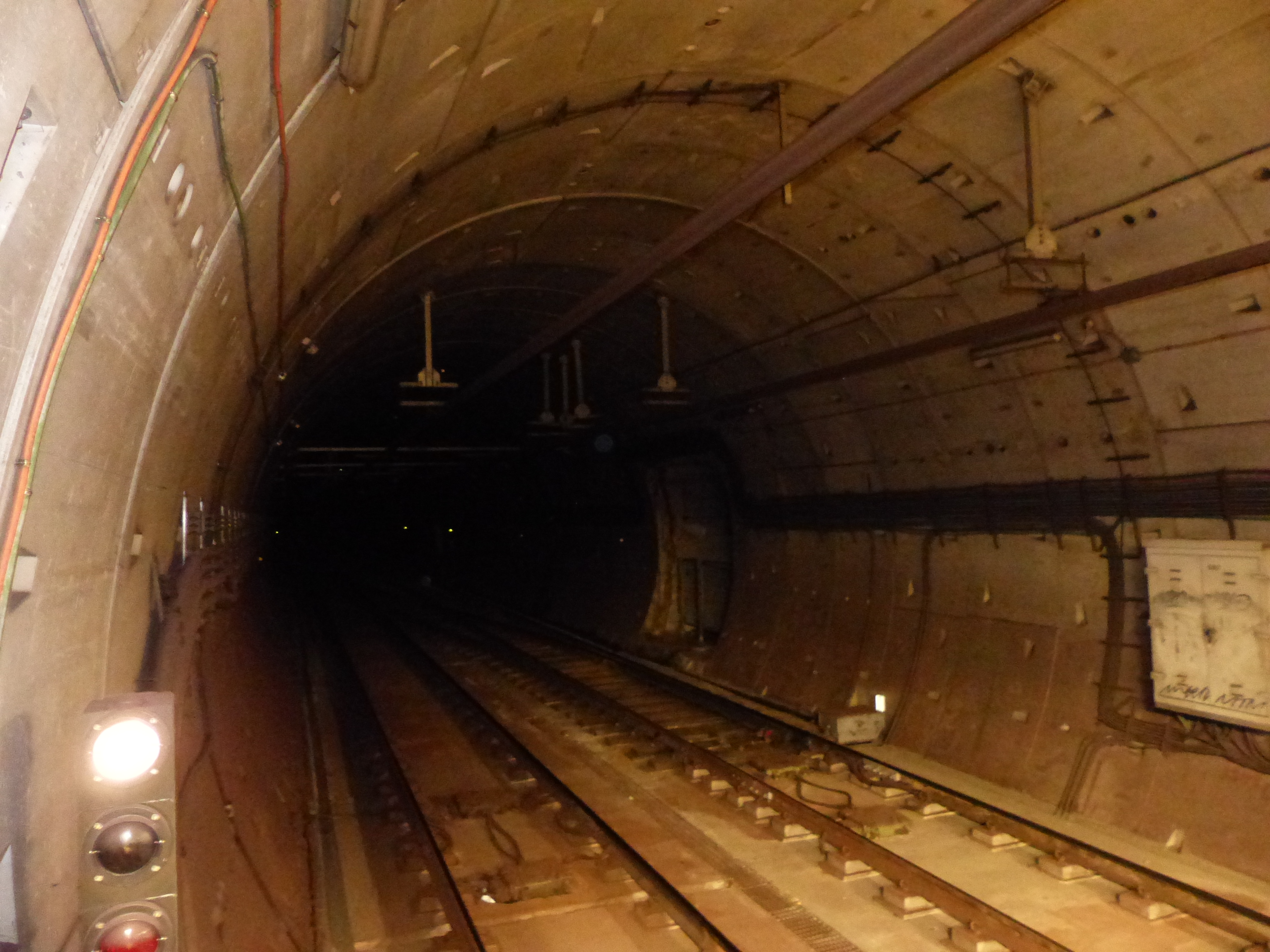
Tunel linky 7
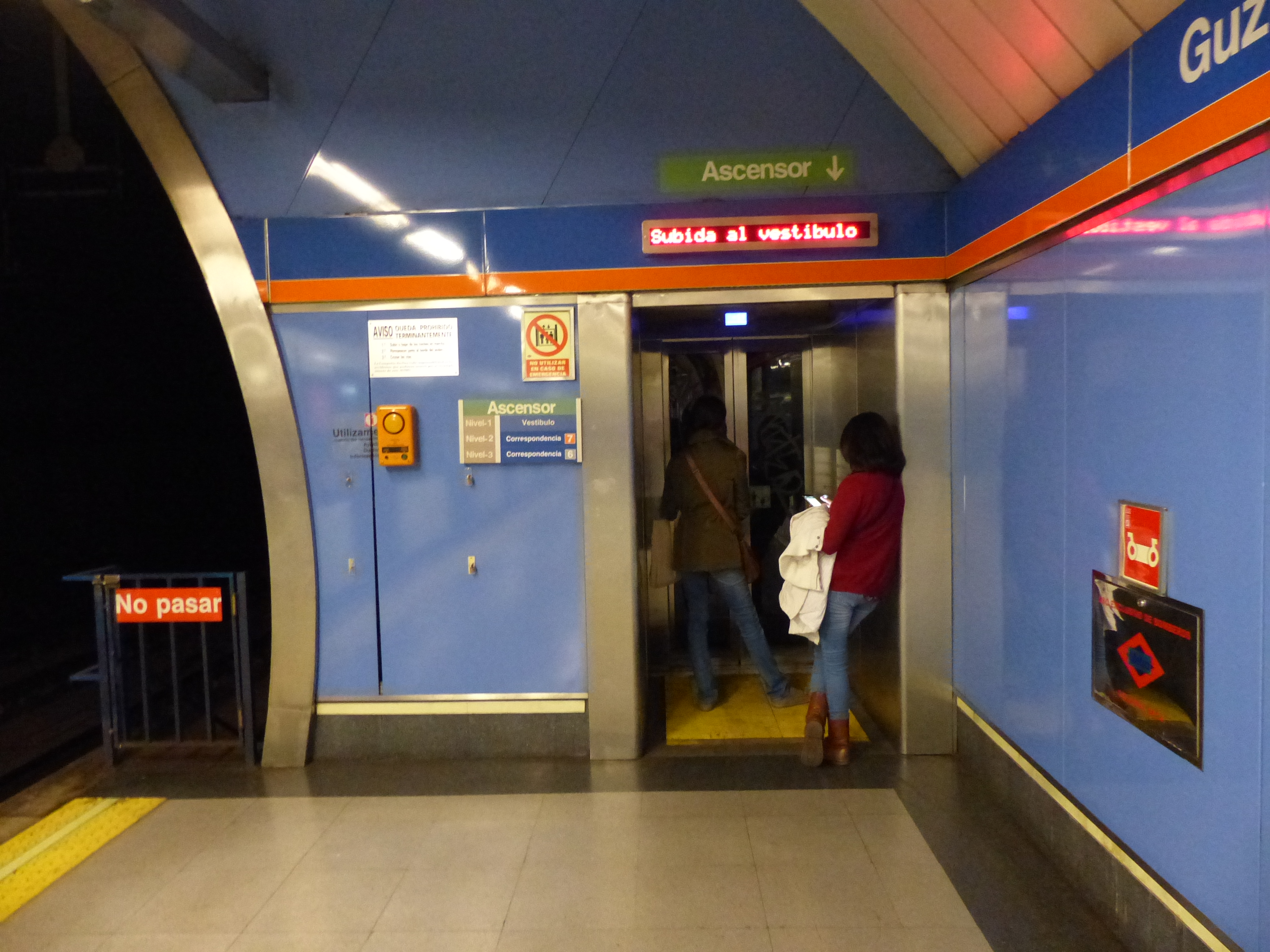
Výtah ze stanice na nástupišti linky 7